# 根曽古墳群
根曽古墳群（ねそこふんぐん、根曾古墳群）は、長崎県対馬市美津島町雞知（けち、鶏知）子ソ（ねそ）にある古墳群。5基が国の史跡に指定されている。
対馬では珍しい前方後円墳を3基含む古墳群である。

## 概要

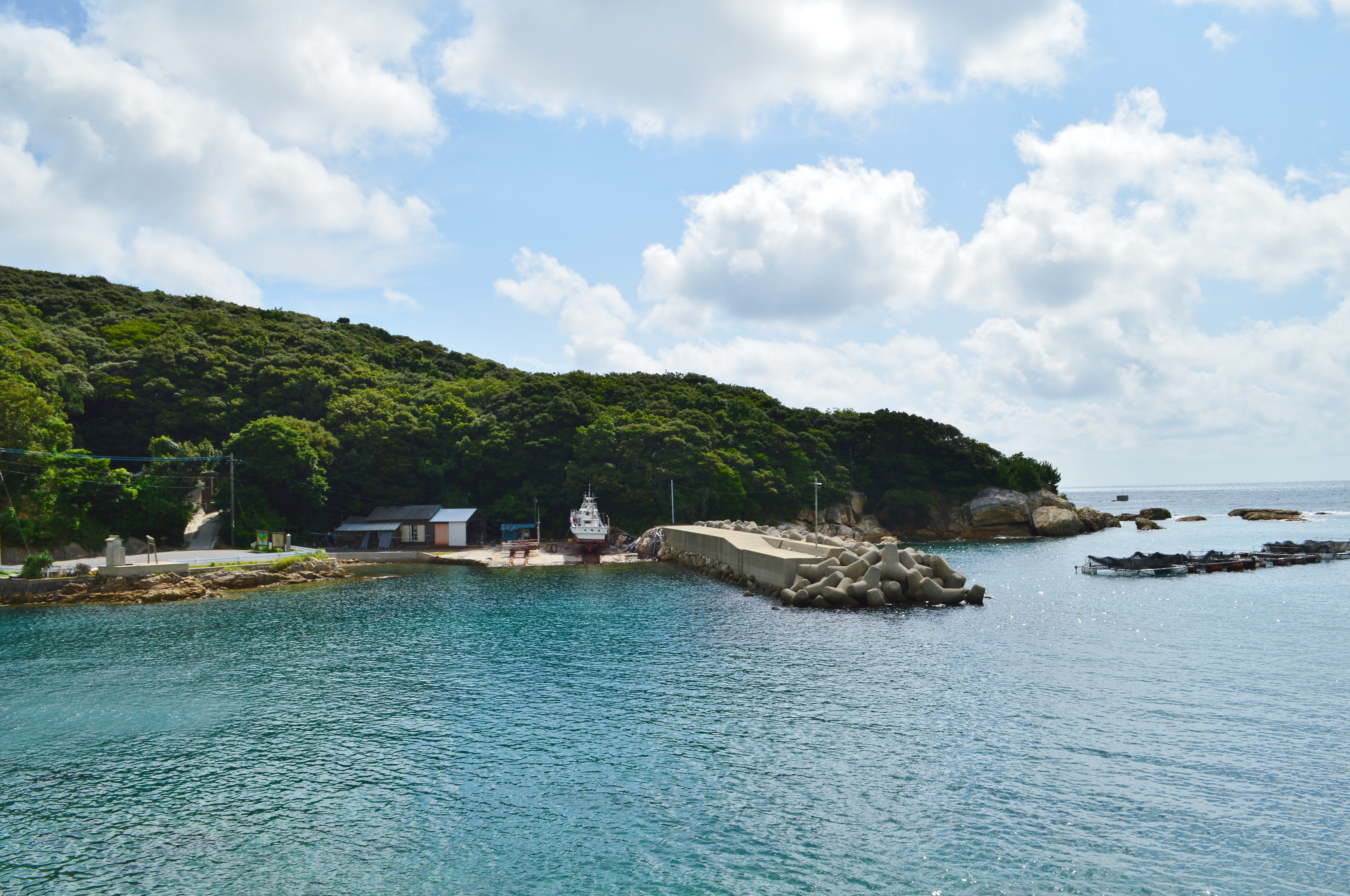
古墳群の分布する岬

対馬島東海岸の雞知浦（けちうら）の岬にある、前方後円墳3基・円墳2基・不明1基（または前方後円墳3基・円墳3基）の計6基の古墳で構成される古墳群である。これまでに1922年（大正11年）の後藤守一の調査で4基が発見されていたが、1948年（昭和23年）の東亜考古学会の調査で5基が確認され、その後の調査でさらに1基が確認された。
この古墳群の築造年代は、6世紀代と推定される。前方後円墳はヤマト王権に象徴的な畿内型古墳であるが、対馬では珍しい形式になる。付近では同様に畿内型古墳である前方後方墳の出居塚古墳（墳丘長40メートル、4世紀後半）やサイノヤマ古墳の築造も知られる。これらは当時には対馬が畿内ヤマト王権の勢力下にあったことを示すものとされ、被葬者としては特に史書に見える対馬県直（つしまあがたのあたい、津島県直）またはそれにつながる豪族の墓と推定する説が挙げられている。なお、対馬の中心地は弥生時代には対馬島西海岸（三根地区の三根遺跡や仁位地区）にあったと推測されるが、古墳時代に入り出居塚古墳や本古墳群の築造時には対馬島東海岸の雞知浦に移動している。その後律令制下では、同じ東海岸で南方の厳原地区に移動する（対馬国府・対馬国分寺）。
古墳群のうち6号墳を除く5基の古墳域は、1976年（昭和51年）に国の史跡に指定されている。

## 遺跡歴
- 1922年（大正11年）、後藤守一の調査で4基を発見[1]。
- 1948年（昭和23年）、東亜考古学会の調査で5基を確認[1]。
- 1976年（昭和51年）2月24日、6号墳を除く5基が国の史跡に指定。

## 一覧

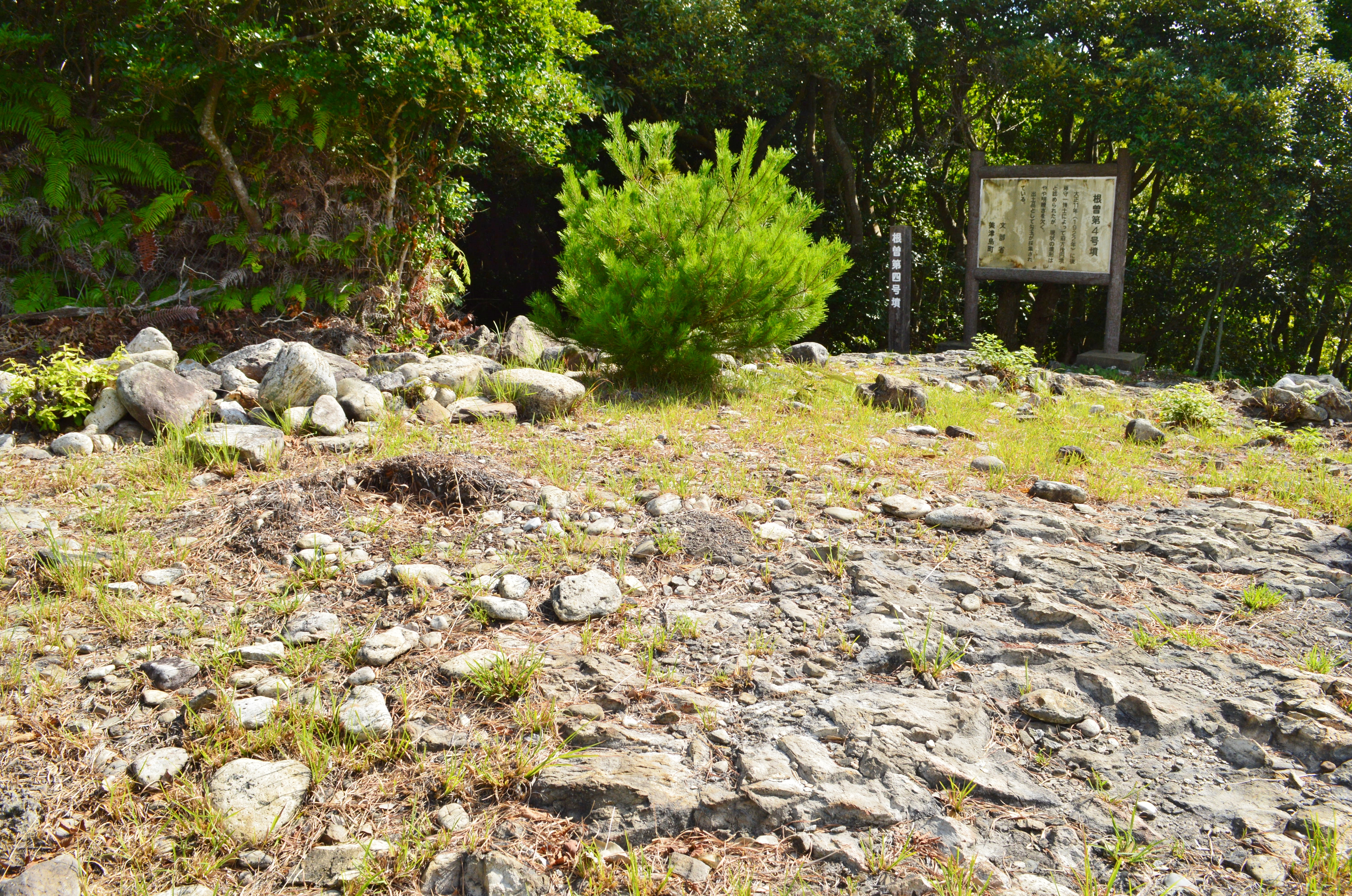
4号墳

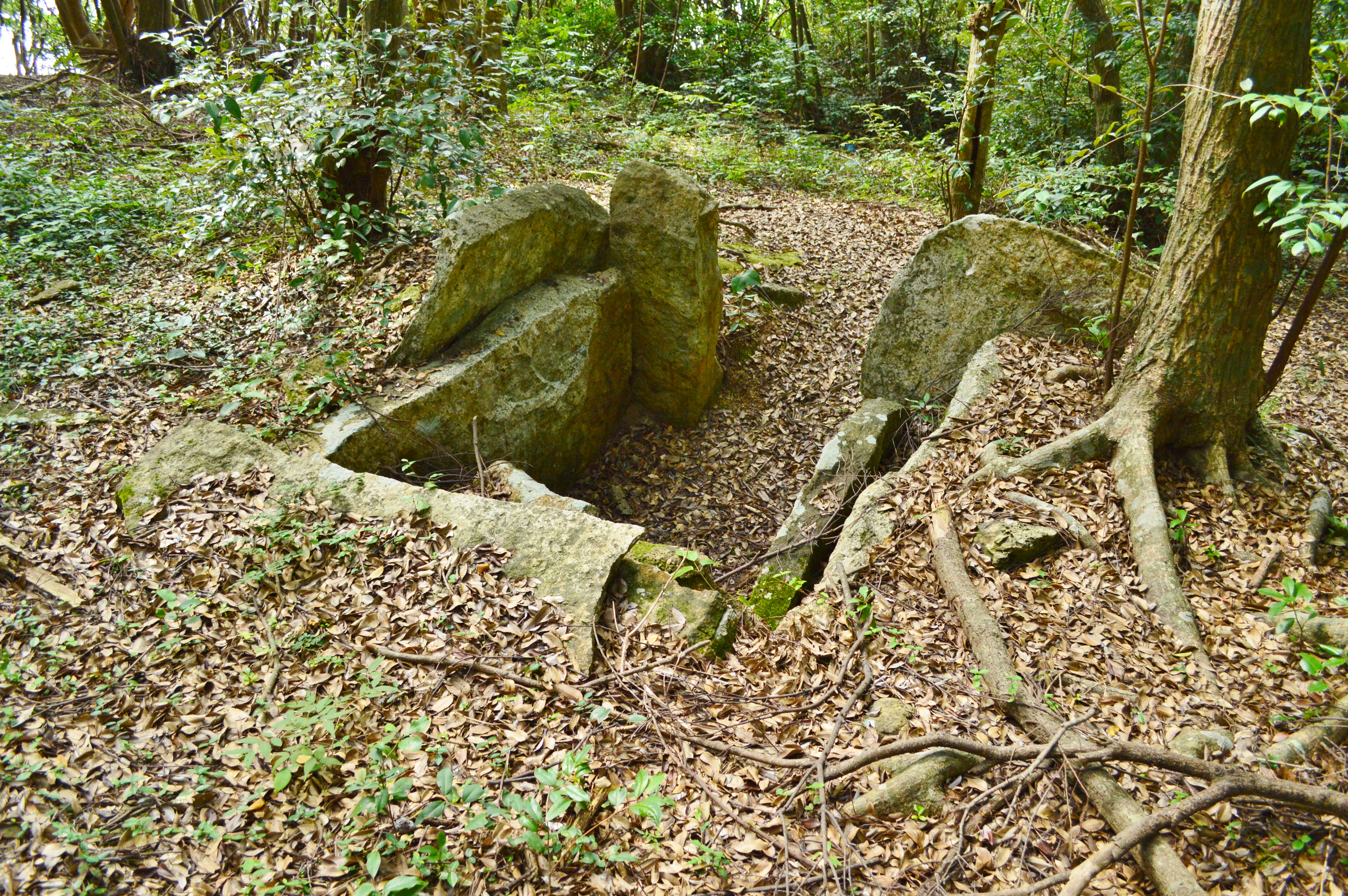
3号墳 石室（上方から）
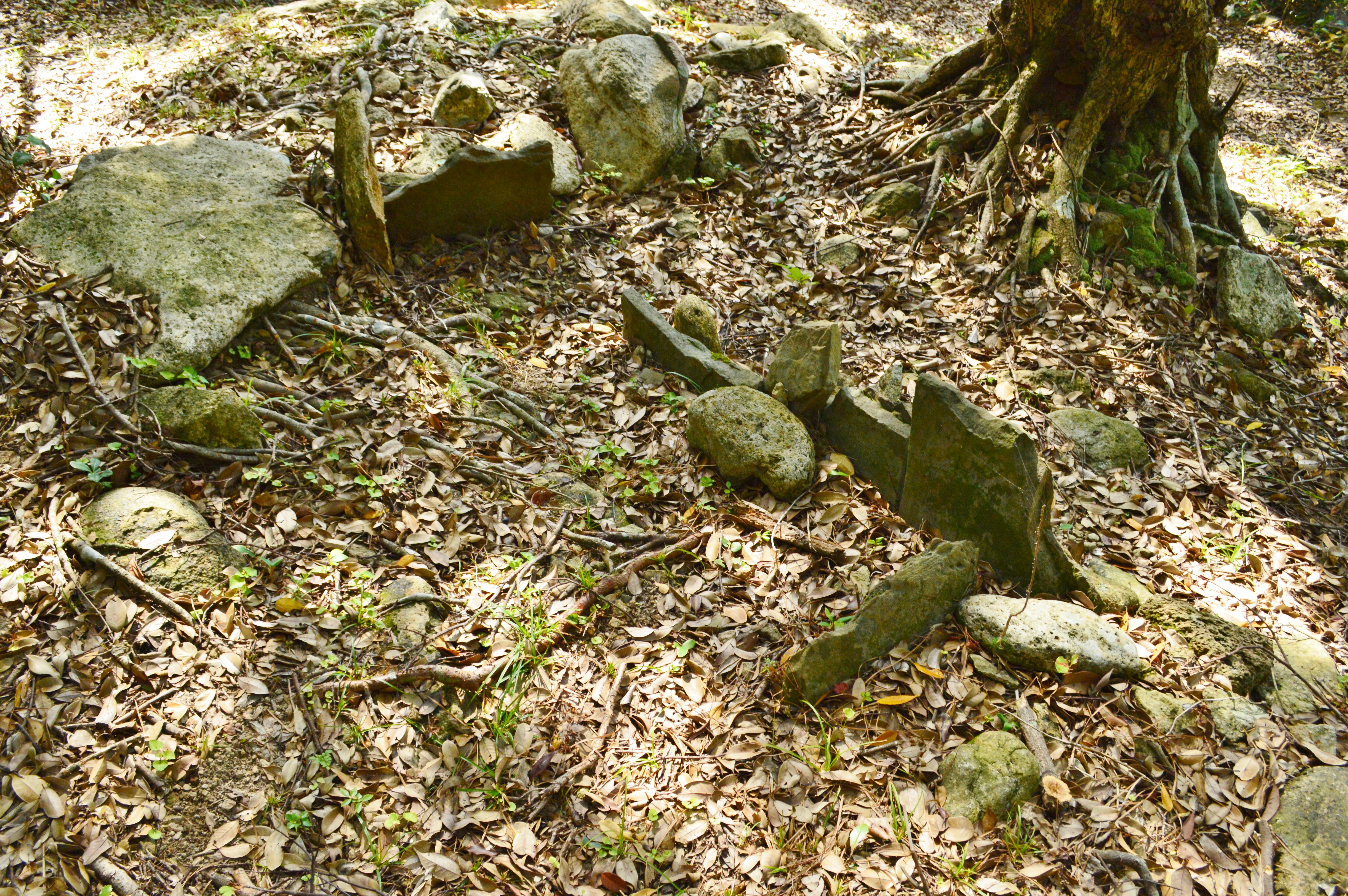
5号墳 箱式石棺

1号墳
- 墳形：前方後円墳

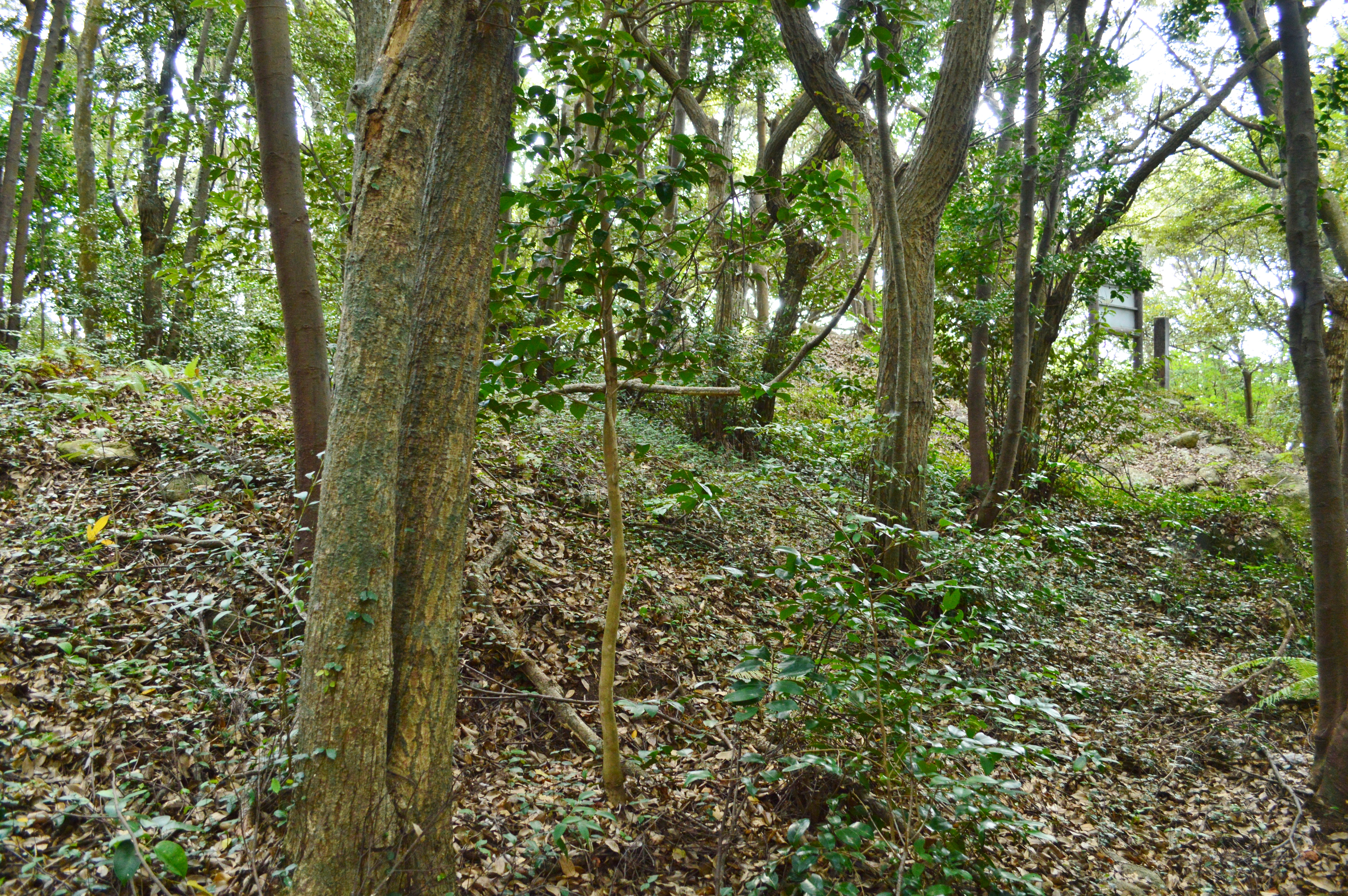
1号墳 墳丘全景左に前方部、右奥に後円部。

- 規模：墳丘長30メートル、後円部直径14.5メートル・高さ2.5メートル、前方部長さ12.3メートル・幅5.5メートル・高さ1メートル

丘陵の山頂付近に位置する（北緯34度15分49.60秒 東経129度19分26.69秒 / 北緯34.2637778度 東経129.3240806度座標: 北緯34度15分49.60秒 東経129度19分26.69秒 / 北緯34.2637778度 東経129.3240806度）。前方部があまり開かない柄鏡式の前方後円形で、前方部を北方やや西寄りに向ける。石室は破壊されており、後円部頂上には石室側壁の板石が残存する。副葬品として、鉄鏃・鉄刀片・碧玉製管玉などが出土している。6世紀代（または5世紀代）の築造と推定される。

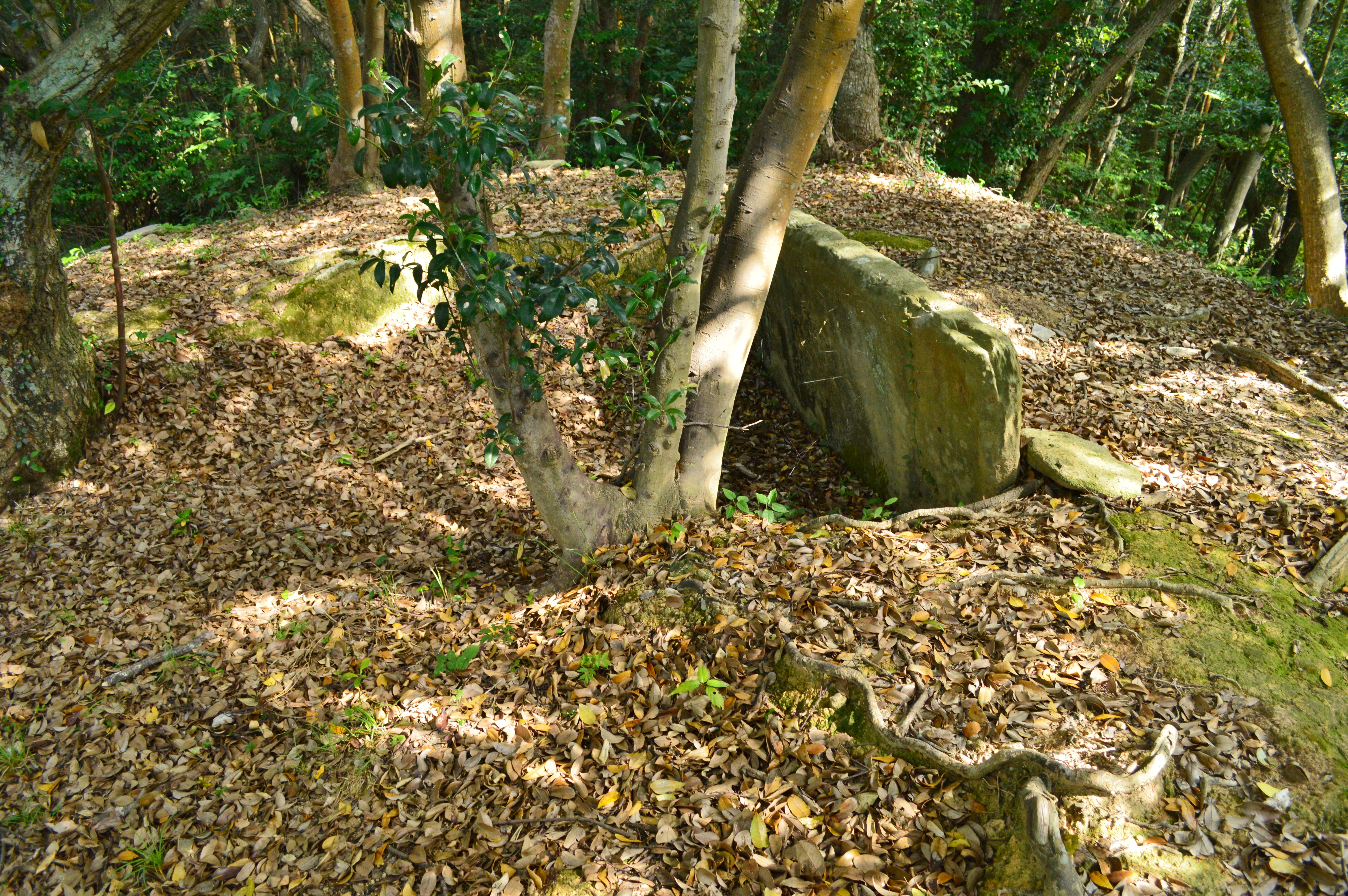
後円部墳頂の石室 石室側壁が残存。
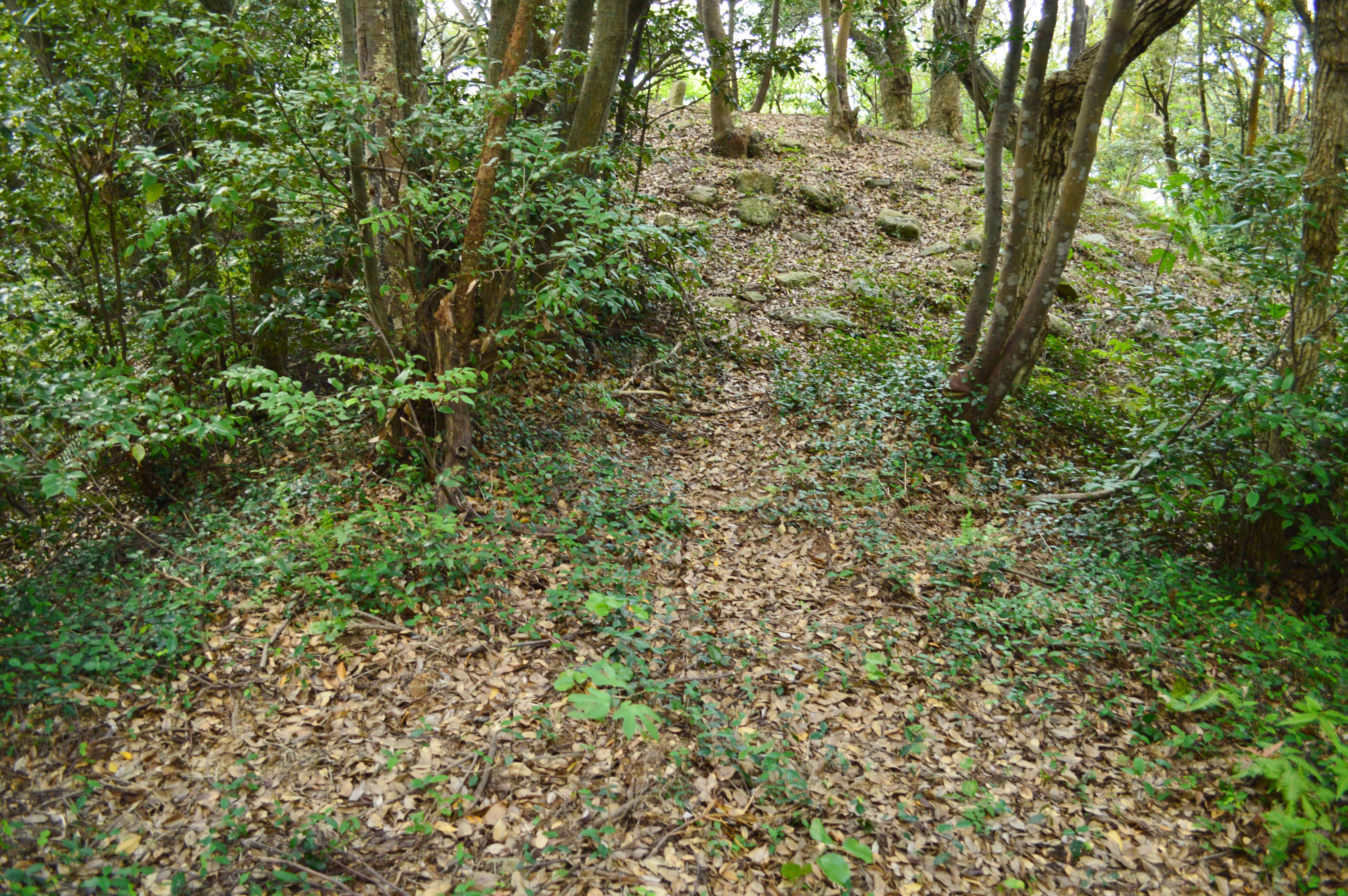
後円部（前方部から望む）
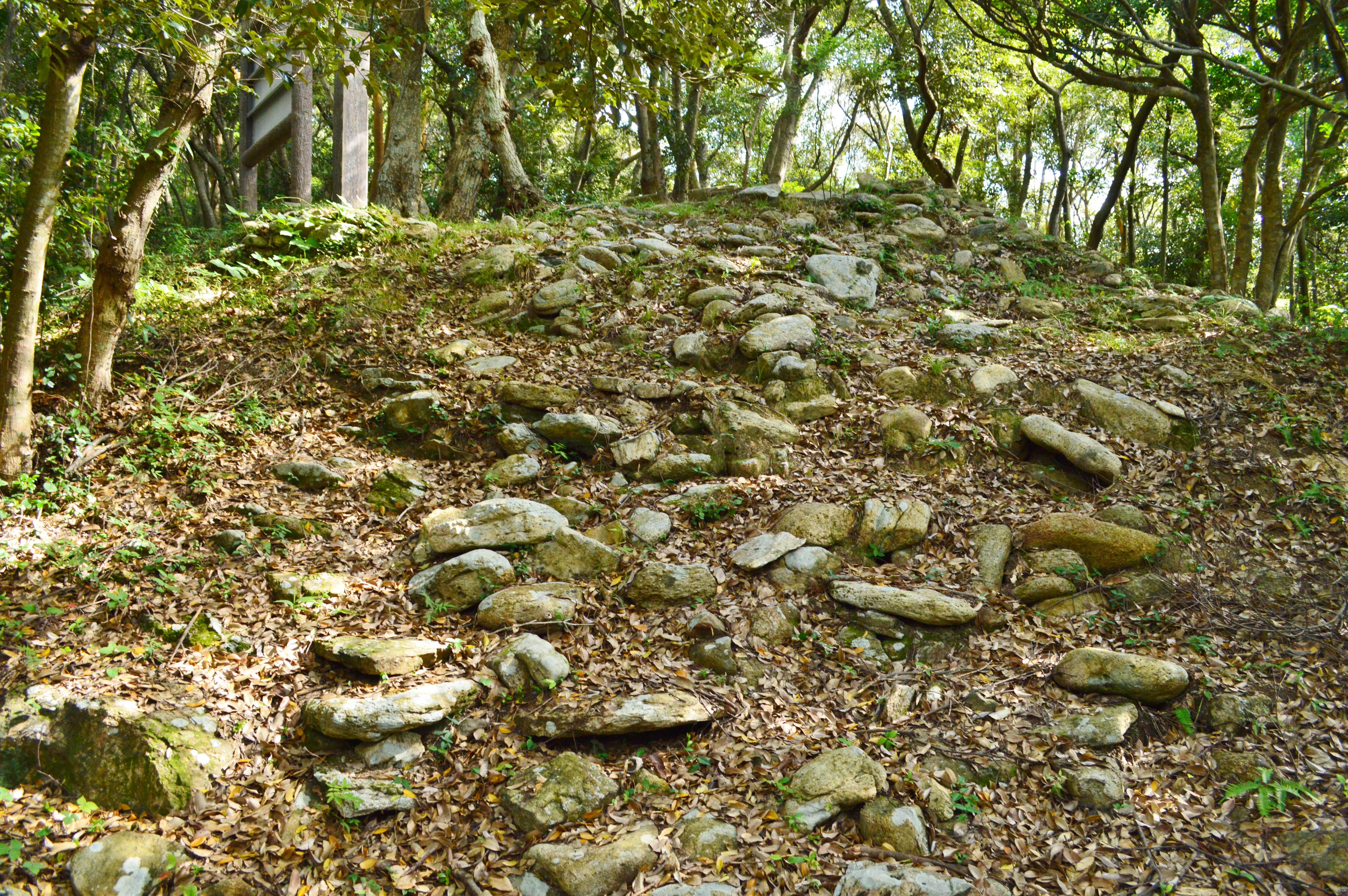
後円部墳丘
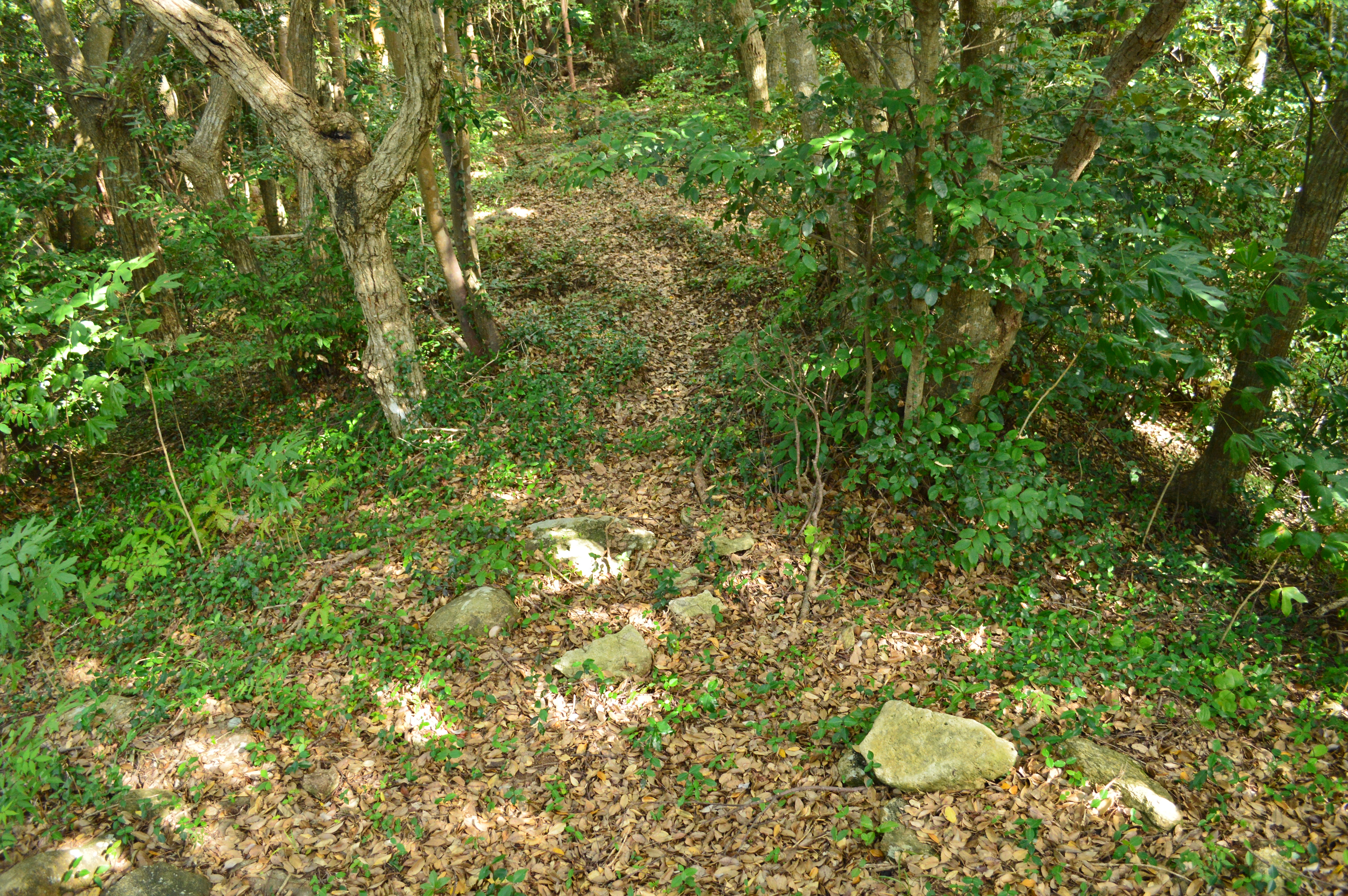
前方部（後円部から望む）

2号墳
- 墳形：前方後円墳

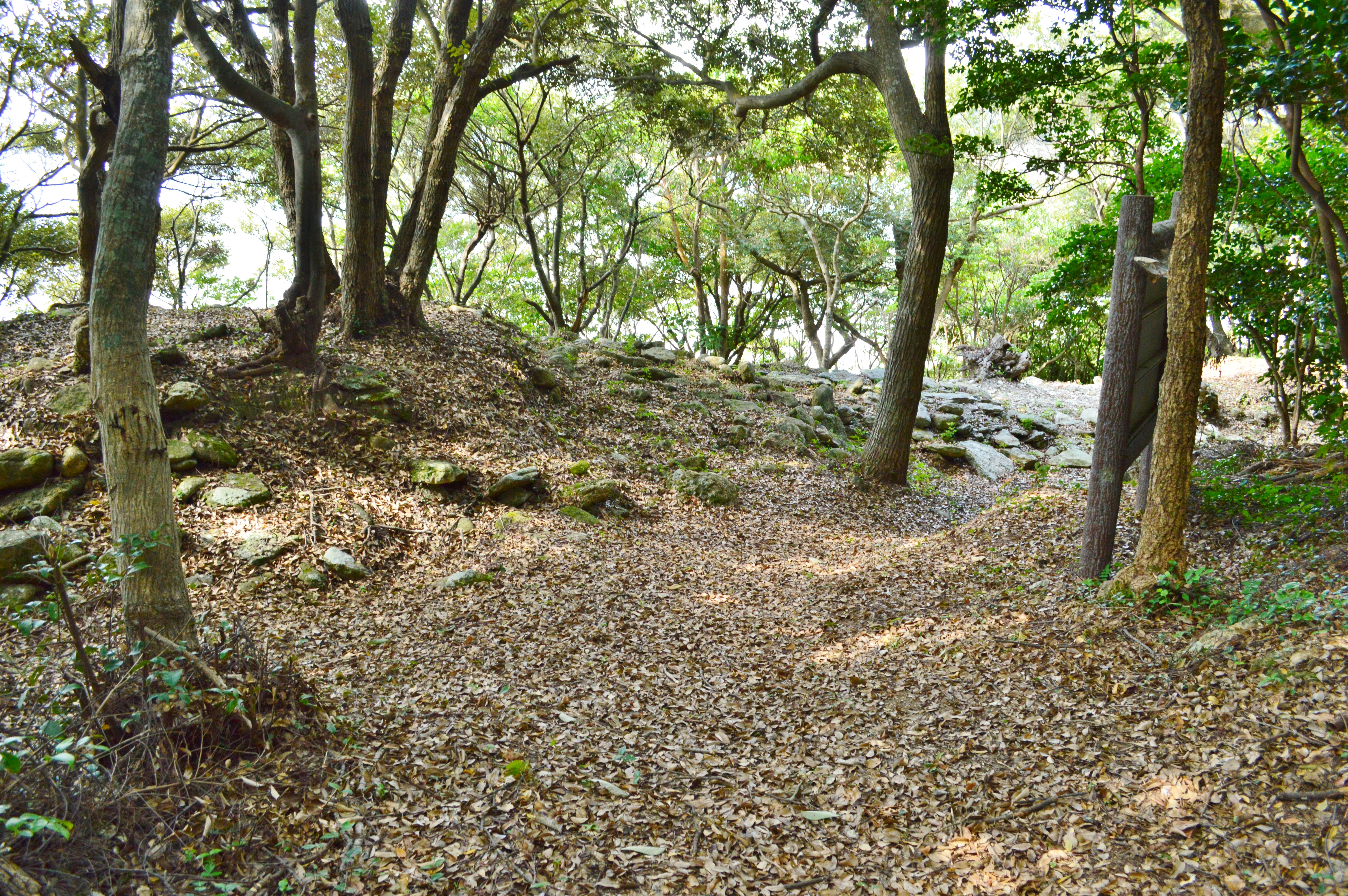
2号墳 墳丘全景根曽古墳群では最大規模。左に後円部、右奥に前方部。

- 規模：墳丘長36メートル、前方部長さ16メートル

1号墳の南東の丘陵東麓に位置する（北緯34度15分46.76秒 東経129度19分29.00秒 / 北緯34.2629889度 東経129.3247222度）。積石塚の前方後円墳で、原形をよく保つ。墳丘主軸を東西とし、前方部を西方に向ける。古墳群中では最大規模になる。埋葬施設は2ヶ所で、後円部に主室の板石石室（長さ2.6メートル、幅0.8メートル、深さ0.5メートル）、くびれ部に副室の積石石室（長さ1.9メートル、幅0.6メートル、深さ0.6メートル）がある。副葬品として、須恵器・土師器片・鉄剣片が出土している。

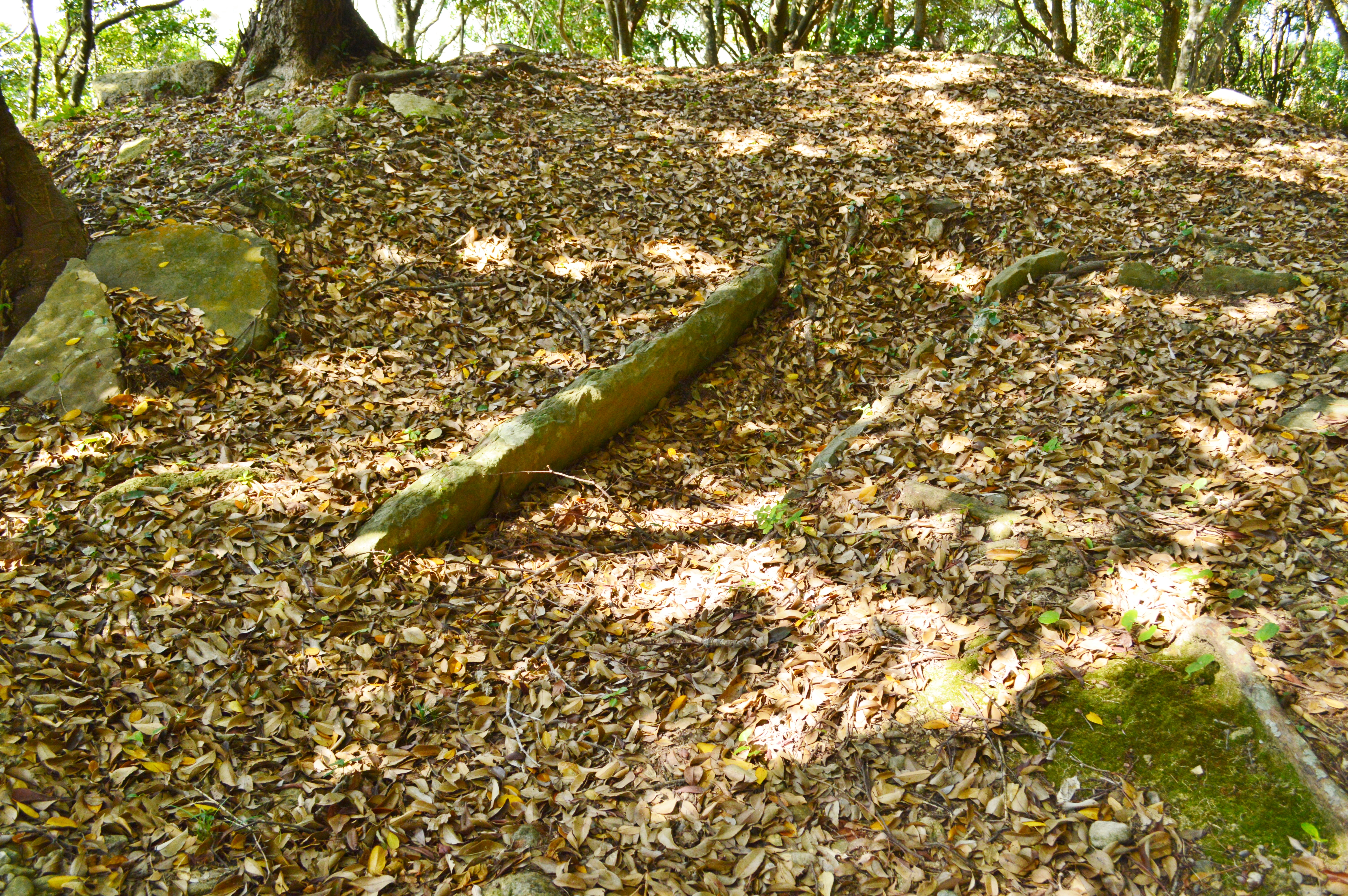
後円部石室
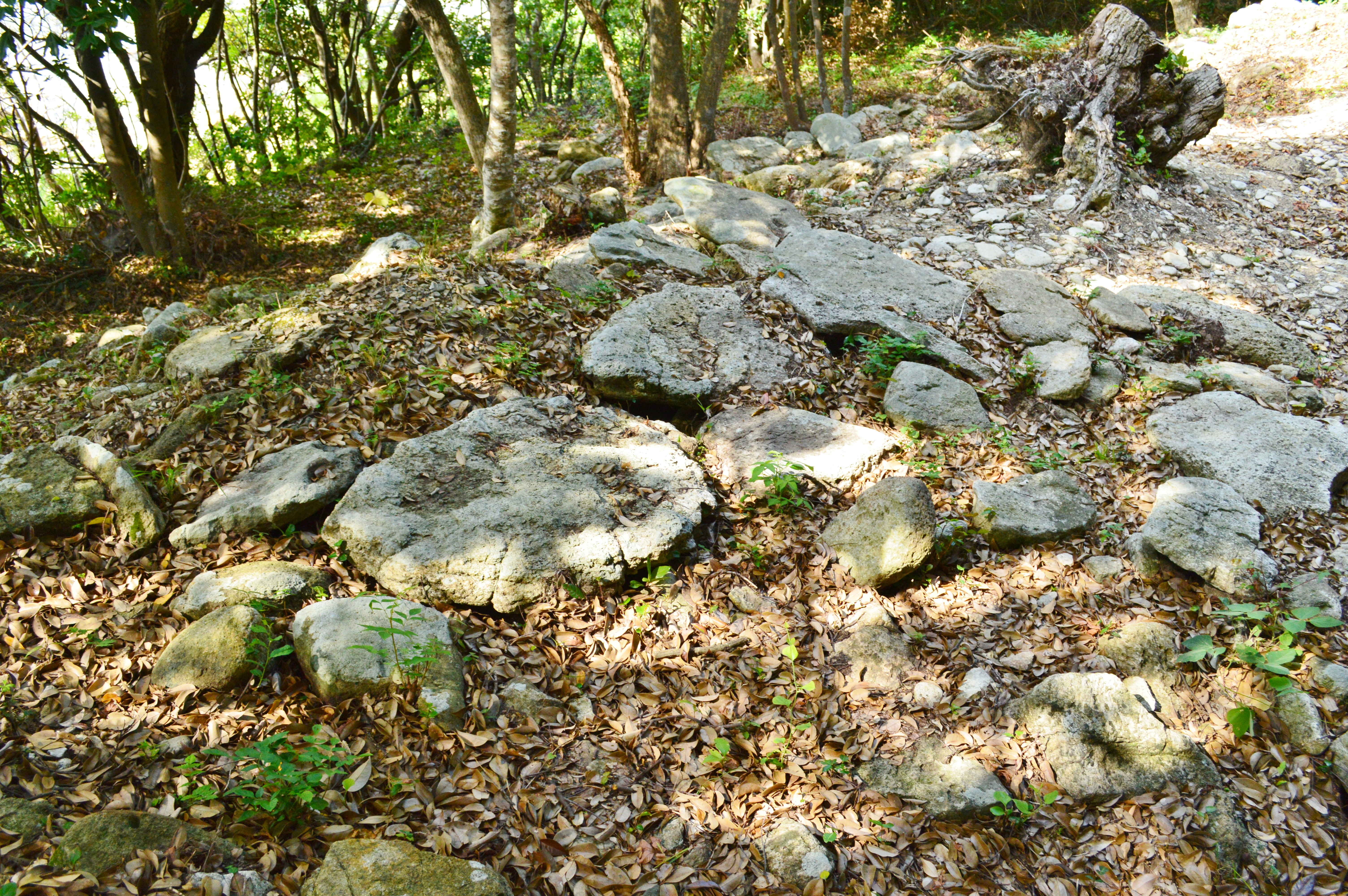
前方部石室
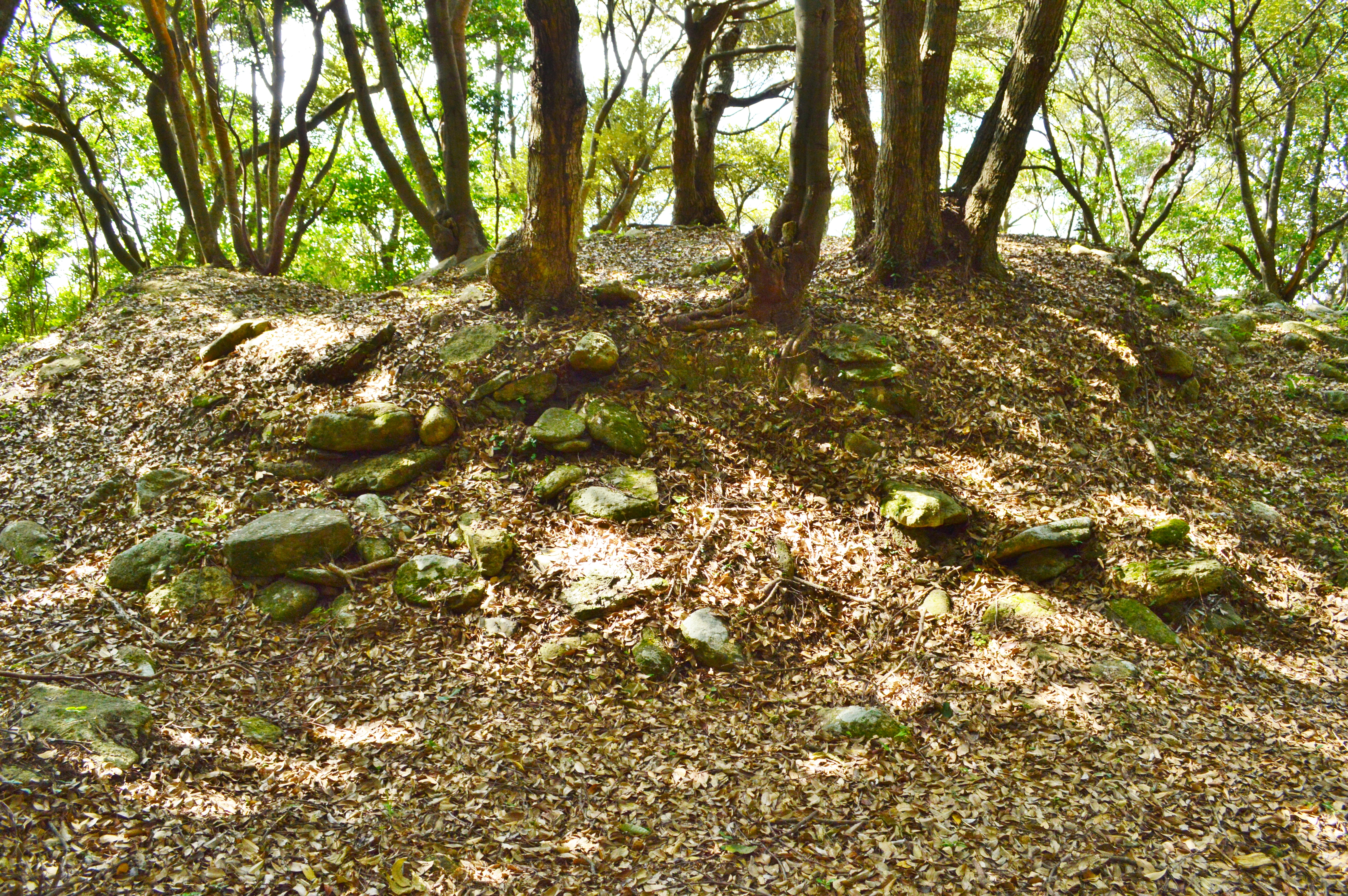
後円部墳丘
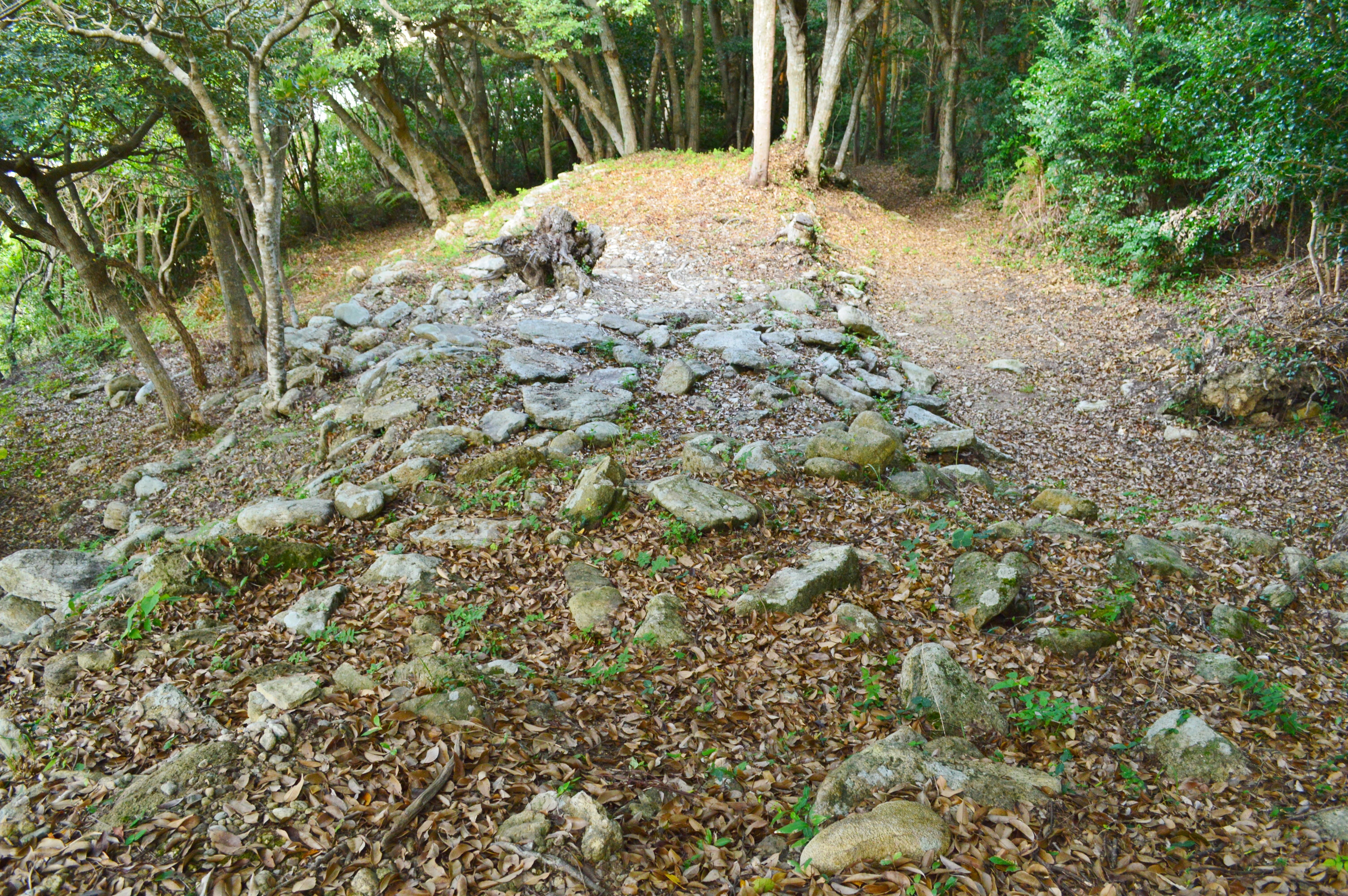
前方部（後円部から望む） 画像中央左に前方部石室。

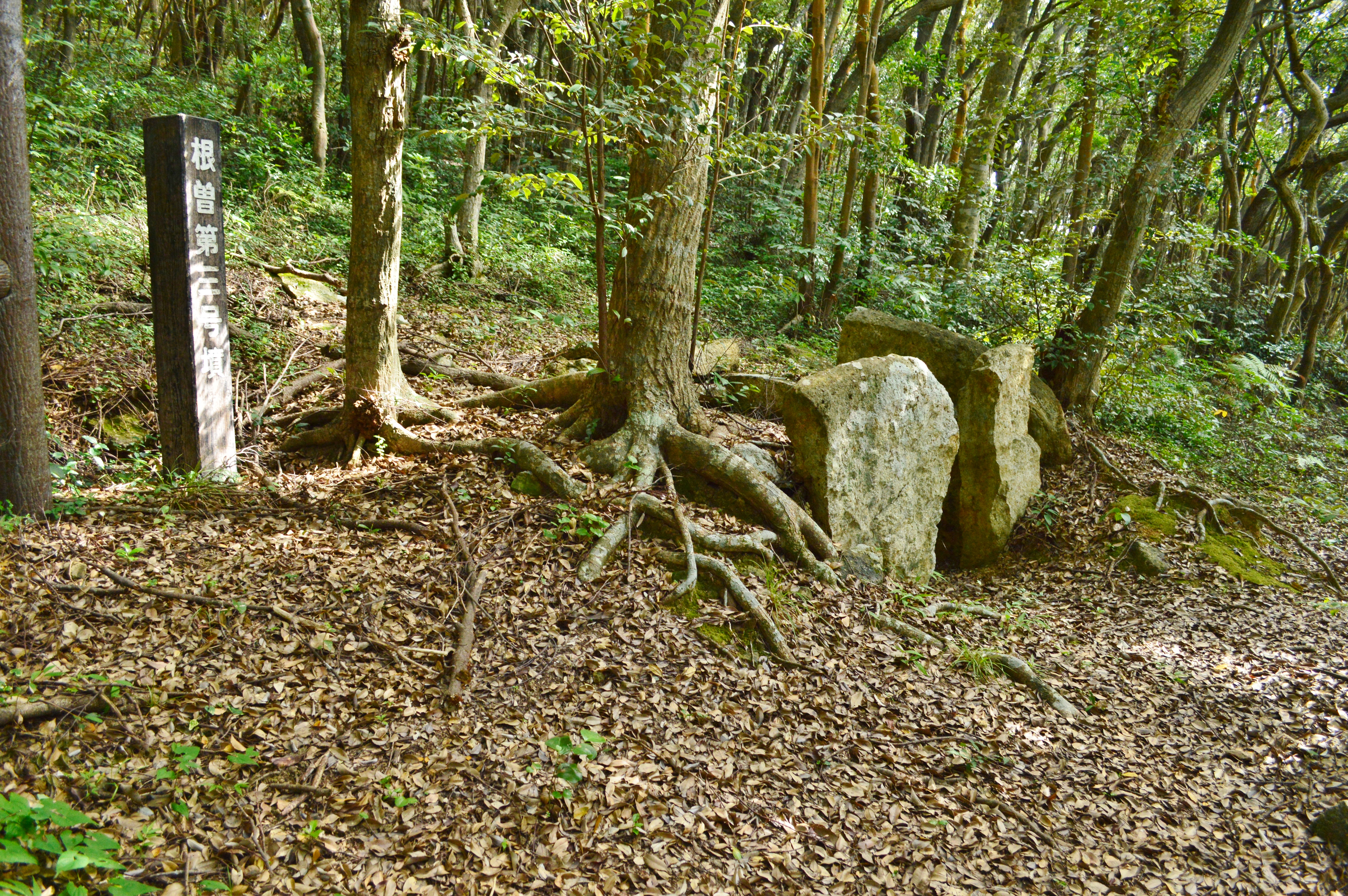
3号墳
- 墳形：不明（または円墳）
- 規模：不明

2号墳の近くに位置する。板石の横穴式石室で、各壁を板石1枚で作る。石室規模は長さ2.16メートル、幅1.54メートル、高さ1.05メートル。羨道は有していない。墳丘の外形は明らかでなく、副葬品も見つかっていない。
4号墳
- 墳形：前方後円墳か
- 規模：不明

岬の先端部に位置する（北緯34度15分43.42秒 東経129度19分25.84秒 / 北緯34.2620611度 東経129.3238444度）。小形の前方後円墳と見られているが、現在は消滅。

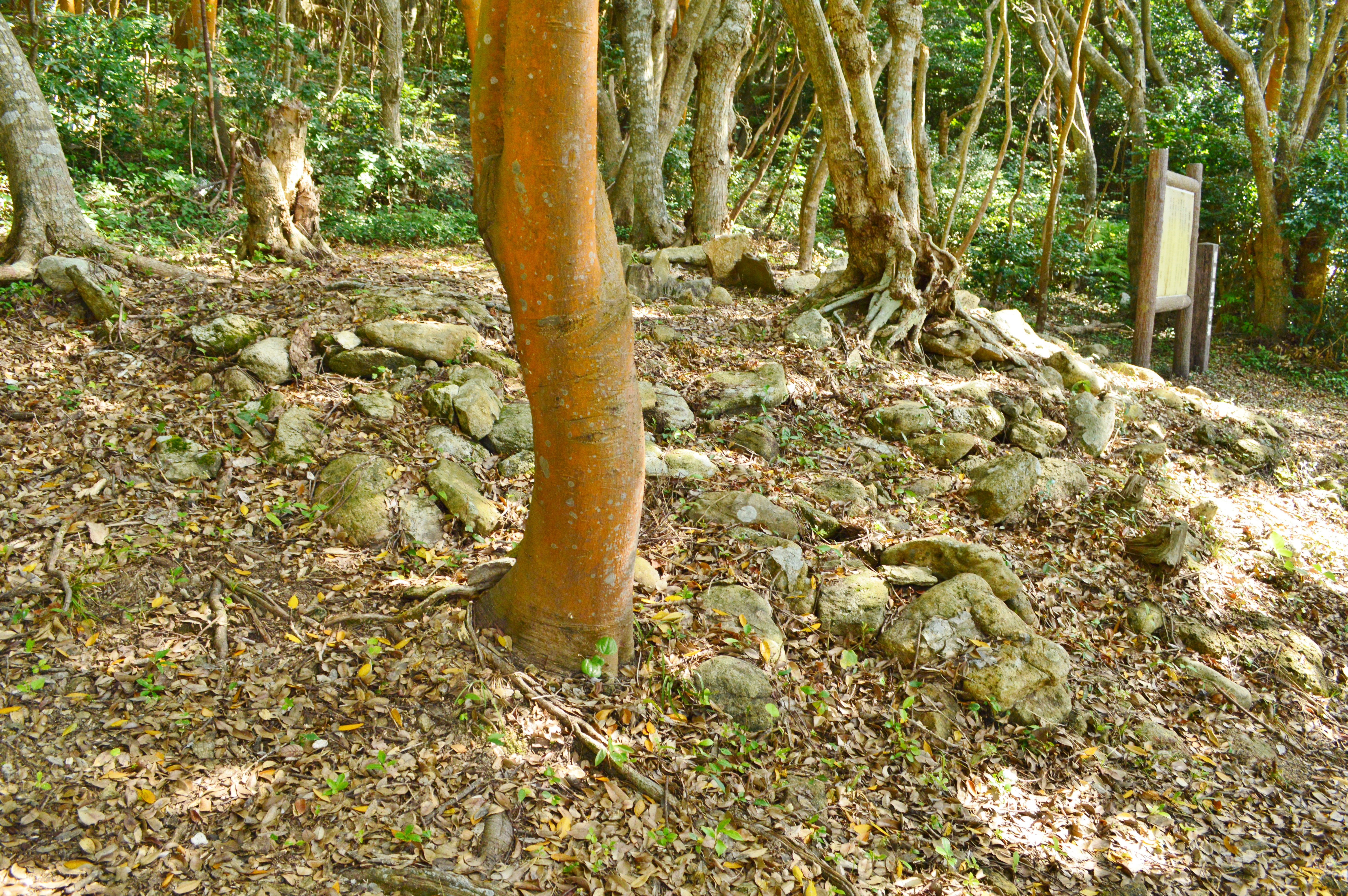
5号墳
- 墳形：円墳
- 規模：不明

4号墳近くに位置する。積石の円墳。主体は箱式石棺とする。
6号墳
- 墳形：円墳
- 規模：直径5メートル

5号墳の東10メートルに位置する。国の史跡には含まれていない。
- 3号墳 石室（上方から）
- 5号墳 箱式石棺

## 文化財

### 国の史跡
- 根曽古墳群 - 1976年（昭和51年）2月24日指定[6][7]。

## 関連文献
（記事執筆に使用していない関連文献）
- 『根曽古墳群 -2号墳発掘調査概要報告-（対馬市文化財調査報告書 第11集）』対馬市教育委員会、2021年。